# شاري (محافظة)
شاري هي واحدة من ثلاث محافظات إقليم شاري باقرمي، تشاد. عاصمتها مانديليا .

## المحافظات الفرعية
تنقسم شاري إلى أربعة محافظات فرعية:
- مانديليا
- لوميا
- كوندول
- لينيا
- لوقون (لوقون قانا)